# Celama insularum
Celama insularum är en fjärilsart som beskrevs av Collenette 1929. Celama insularum ingår i släktet Celama och familjen trågspinnare. Inga underarter finns listade i Catalogue of Life.